# Nyssodrysternum ocellatum
Nyssodrysternum ocellatum là một loài bọ cánh cứng trong họ Cerambycidae.